# جورج هوبان
جورج هوبان (بالإنجليزية: George William Hoban)‏ هو مدرس أمريكي، ولد في 27 سبتمبر 1888 في كليرمونت في الولايات المتحدة، وتوفي في 2 فبراير 1943 في بيت لحم في الولايات المتحدة بسبب نوبة قلبية.